# Дионизијад
Дионизијад (стгрч. ΔιονυσιάδηςΔιονυσιάδης) из Тарса, био је старогрчки песник који је живео у време Александра Великог (друга половина 4. века пре нове ере).
Према Страбону, он је био најбољи од трагичних песника укључених у такозвану Александријску плејаду.
Није сигурно да ли је он иста особа као Дионизијад Малуски у Киликији, такође песник, који је написао дело под насловом Стилови или љубитељи комедије (стгрч. Χαρακτῆρες ἢ ΦιλοκωμῳδοίΧαρακτῆρες ἢ Φιλοκωμῳδοί), „у коме описује (απαγγελλει) стилове [комичних] песника“. Ово дело је можда био први покушај да се разликују и дефинишу стилови грчке комедије. Енциклопедија Суда наводи да је Дионизијад Малуски био члан Плејаде и да му се отац звао Филархид.